# CCT8
CCT8‏ (Chaperonin containing TCP1 subunit 8) هوَ بروتين يُشَفر بواسطة جين CCT8 في الإنسان.